# Jiangzhou (köpinghuvudort i Kina, Jiangxi Sheng, lat 29,79, long 116,12)
Jiangzhou är en köpinghuvudort i Kina. Den ligger i provinsen Jiangxi, i den sydöstra delen av landet, omkring 120 kilometer norr om provinshuvudstaden Nanchang. Antalet invånare är 30 118. Befolkningen består av 14 828 kvinnor och 15 290 män. Barn under 15 år utgör 15,0 %, vuxna 15-64 år 74 %, och äldre över 65 år 9,0 %.
Runt Jiangzhou är det ganska tätbefolkat, med 248 invånare per kvadratkilometer. Närmaste större samhälle är Xunyangqu, 14,6 km väster om Jiangzhou. Trakten runt Jiangzhou består till största delen av jordbruksmark.
Genomsnittlig årsnederbörd är 2 094 millimeter. Den regnigaste månaden är maj, med i genomsnitt 371 mm nederbörd, och den torraste är januari, med 69 mm nederbörd.